# Jim Hall (musiker)
James Stanley "Jim" Hall, född 4 december 1930 i Buffalo i New York, död 10 december 2013 i New York i New York, var en amerikansk jazzgitarrist och kompositör.

## Karriär
Efter en utbildning vid Cleveland Institute of Music, flyttade Hall till Los Angeles där han började få nationell, och sedan internationell, uppmärksamhet under det sent 1950-tal. Han började där också studera klassisk gitarr med Vincente Gómez.
Hall spelade med Chico Hamilton Quintet, (1955–1956), Jimmy Giuffre Trio (1956–1959), Ella Fitzgerald (1960-1961), Ben Webster, Hampton Hawes, Bob Brookmeyer, John Lewis, Zoot Sims, Paul Desmond, Lee Konitz och Bill Evans.
År 1960 anlände Hall till New York för att arbeta med Sonny Rollins och Art Farmer, med flera. Hans live- och inspelningssamarbete med Bill Evans, Paul Desmond och Ron Carter var nu legendariska.
Hans första formella erkännande som kompositör kom 1997 då han vann New York Jazz Critics Circle Award för Bästa Jazzkompositör/Arrangör.
Jim Hall har haft ett stort inflytande på yngre gitarrister, inte minst Pat Metheny, vilken han även gjort inspelningar med.

## Diskografi

### Som ledare
- 1957 – Jazz Guitar
- 1964 – Two Jims and Zoot med Jimmy Raney & Zoot Sims
- 1969 – It's Nice to Be With You
- 1971 – Where Would I Be?
- 1972 – Alone Together med Ron Carter
- 1975 – Concierto med Chet Baker och Paul Desmond
- 1975 – Live!
- 1976 – Jim Hall Live in Tokyo
- 1976 – Commitment
- 1978 – Jim Hall / Red Mitchell (duo live på Sweet Basil)
- 1979 – Big Blues med Art Farmer
- 1981 – Circles
- 1982 – Studio Trieste
- 1984 – Live at the Village West med Ron Carter
- 1985 – Telephone med Ron Carter
- 1986 – Jim Hall's Three med Steve La Spina och Akira Tana
- 1987 – Power of Three med Michel Petrucciani och Wayne Shorter
- 1988 – These Rooms
- 1989 – All Across the City
- 1990 – Live at Town Hall, vol. 1
- 1990 – Live at Town Hall, vol. 2
- 1992 – Subsequently
- 1992 – Youkali
- 1993 – Something Special
- 1994 – Dedications & Inspirations
- 1995 – Dialogues
- 1997 – Textures
- 1997 – Panorama: Live at the Village Vanguard
- 1998 – By Arrangement
- 1999 – Jim Hall & Pat Metheny med Pat Metheny
- 2000 – Grand Slam: Live at the Regatta Bar med Joe Lovano
- 2001 – Jim Hall & Basses
- 2004 – Duologues med Enrico Pieranunzi
- 2005 – Magic Meeting med Scott Colley och Lewis Nash
- 2006 – Free Association med Geoffrey Keezer
- 2008 – Hemispheres med Bill Frisell, Joey Baron och Scott Colley
- 2010 – Conversations med Joey Baron
- 2013 – Live at Birdland med Joey Baron, Greg Osby, Steve Laspina
- 2013 – Live! vol. 2-4 med Don Thompson och Terry Clarke
- 2014 – Live at Montreal 1990 med Charlie Haden